# کمپ فایر
کمپ فایر (انگلیسی: Camp Fire) مرگبارترین و مخرب‌ترین آتش‌سوزی جنگل در تاریخ کالیفرنیا تا به امروز است. این آتش‌سوزی همچنین مرگبارترین آتش‌سوزی در آمریکا از ۱۹۱۸ تاکنون و یکی از مرگبارترین آتش‌سوزی‌ها در جهان و ششمین آتش‌سوزی مرگبار در تاریخ آمریکا است. این آتش‌سوزی پر هزینه‌ترین بلای طبیعی در آمریکا و جهان در ۲۰۱۸ بود.